# Daniel Drake

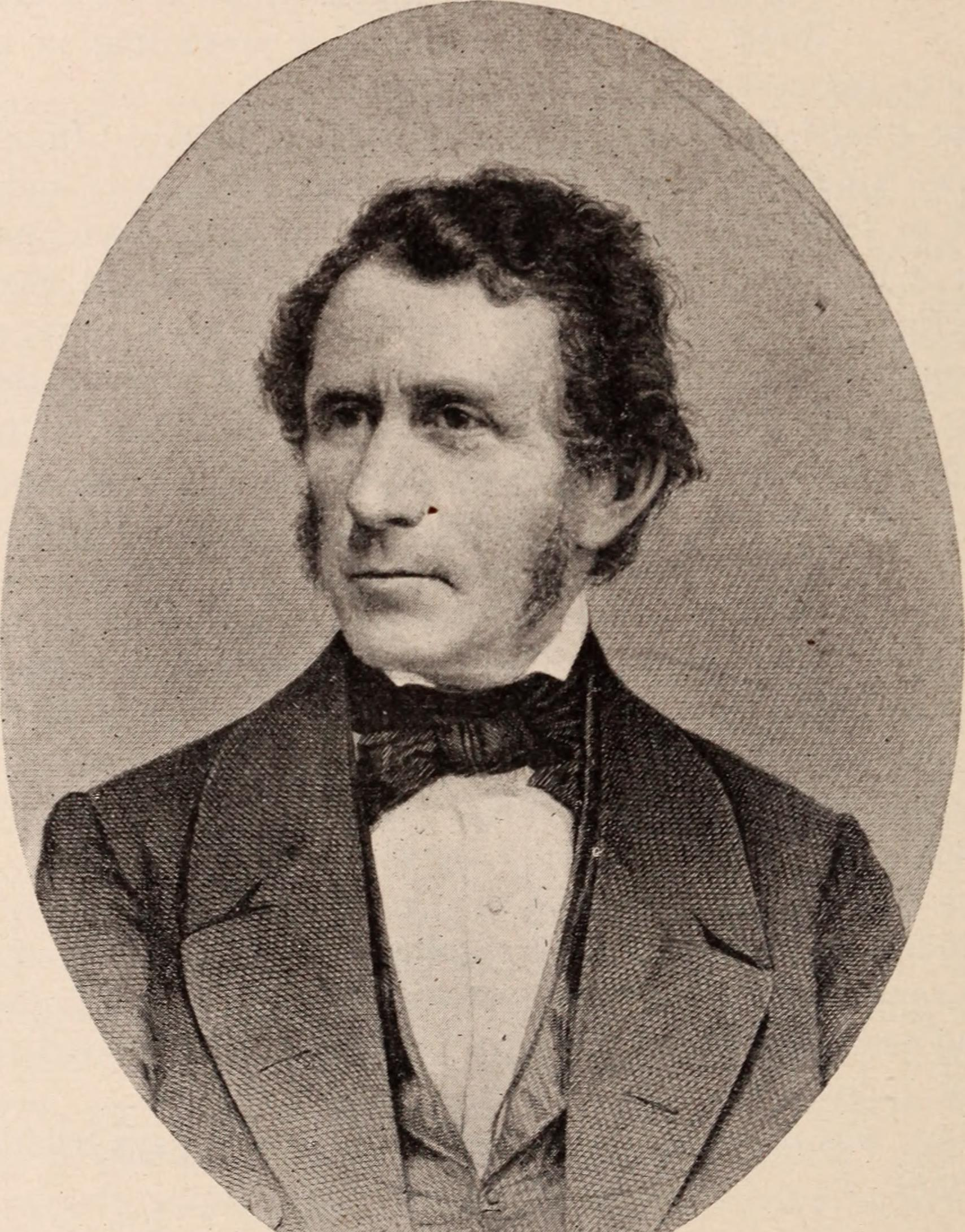
Daniel Drake

Daniel Drake (* 20. Oktober 1785 in Plainfield, Union County, oder im benachbarten Essex County, New Jersey; † 5. November oder 6. November 1852 in Cincinnati, Ohio) war ein US-amerikanischer Mediziner und Autor. Er gilt als Pionier der Medizinerausbildung in Ohio und machte sich um die frühe Entwicklung der Stadt Cincinnati verdient.
Drake wuchs im Mason County, Kentucky, auf. Er stammte aus ärmlichen Verhältnissen und erhielt nur eine einfache Schulbildung. Trotzdem studierte er bei dem Arzt (und späteren Politiker) William Goforth in Cincinnati Medizin, der ihm auch 1805 ein medizinisches Diplom ausstellte. Anschließend erwarb Drake einen medizinischen Abschluss an der University of Pennsylvania in Philadelphia, Pennsylvania. Er eröffnete eine Praxis in Kentucky, kehrte aber 1807 nach Cincinnati zurück. 
Drakes akademische Karriere war von einer gewissen Unbeständigkeit geprägt. 1816 erhielt er eine Professur an der Transylvania University in Lexington, Kentucky. Nach kurzer Zeit kehrte er nach Cincinnati zurück, wo er 1819 an der Gründung des Medical College of Ohio (heute Teil der University of Cincinnati) beteiligt war und Präsident dieser Einrichtung war. 1821 gründete er das erste Krankenhaus von Cincinnati; es umfasste auch eine Irrenanstalt. 1823 verließ er das College im Streit und erhielt wieder eine Stellung an der Transylvania University, um schon 1826 nach Cincinnati zurückzukehren und 1827 hier eine Augenklinik zu eröffnen. 1835 gründete er einen medizinischen Studiengang am Cincinnati College (heute ebenfalls Teil der University of Cincinnati, seinerzeit eine eigenständige Einrichtung), der aber 1839 wieder schließen musste. In den 1840er Jahren gehörte er zum Lehrkörper des Louisville Medical College (heute Teil der University of Louisville in Louisville, Kentucky). 1849 nahm er wieder eine Professur am Medical College of Ohio an, trat aber noch im selben Jahr zurück. Drake lehrte auch am Jefferson Medical College (heute Thomas Jefferson University) in Philadelphia, Pennsylvania. 1852 starb er wenige Tage, nachdem er wieder eine Stellung am Medical College of Ohio angenommen hatte.
Drake veröffentlichte mehrere Bücher über die Fauna und Flora aber auch die Krankheiten des mittleren Westens. Sein botanisches Autorenkürzel ist D.Drake. Er beschrieb zum Beispiel die Gelbe Rosskastanie (Ausculus flava) als Ausculus maxima. Außerdem war Drake langjähriger Herausgeber des Western Journal of Medical Sciences. Zahlreiche Einrichtungen in Cincinnati gehen auf ihn zurück, darunter Schulen, Bibliotheken, Fachgesellschaften und Wirtschaftsverbände.
1818 wurde Drake in die American Philosophical Society, 1819 in die American Academy of Arts and Sciences gewählt.
Drake war seit 1807 mit Harriet Sesson (oder Sisson, 1787–1825) verheiratet, das Paar hatte fünf Kinder, von denen drei das Erwachsenenalter erreichten. Der Historiker und Herausgeber Benjamin Drake (1795–1841) war sein jüngerer Bruder, der Jurist und Politiker Charles D. Drake (1811–1892) war sein Sohn. Daniel Drakes Grab liegt auf dem Spring Grove Cemetery in Cincinnati.